# 扬娜·齐兹纳罗娃
扬娜·齐兹纳罗娃（1993年9月10日—），斯洛伐克女子羽毛球運動員。

## 簡歷
扬娜·齐兹纳罗娃10歲時開始接觸羽毛球運動。
2015年10月，扬娜·齐兹纳罗娃出戰巴西羽毛球國際賽，分別打進女單及混雙準決賽。

## 主要比賽成績
只列出曾進入準決賽的國際賽事成績：
| 年份   | 賽事                   | 公開賽級別 | 項目     | 拍檔            | 成績   |
| ------ | ---------------------- | ---------- | -------- | --------------- | ------ |
| 2014年 | 拉各斯羽毛球國際挑戰賽 | 國際挑戰賽 | 女子單打 | －              | 準決賽 |
| 2014年 | 拉各斯羽毛球國際挑戰賽 | 國際挑戰賽 | 女子雙打 | 玛蒂娜·雷皮斯卡 | 準決賽 |
| 2014年 | 拉各斯羽毛球國際挑戰賽 | 國際挑戰賽 | 混合雙打 | 马捷·林尼坎     | 準決賽 |
| 2015年 | 巴西羽毛球國際賽       | 國際系列賽 | 女子單打 | －              | 準決賽 |
| 2015年 | 巴西羽毛球國際賽       | 國際系列賽 | 混合雙打 | 马捷·林尼坎     | 準決賽 |

| 2007-2017年 | 首要超級賽 | 超級賽 | 黃金大獎賽 | 大獎賽 | 國際挑戰賽 | 國際系列賽 | 未來系列賽 | 其他 |

| 2018-2026年 | 總決賽 | 超級1000賽 | 超級750賽 | 超級500賽 | 超級300賽 | 超級100賽 | 國際挑戰賽 | 國際系列賽 | 未來系列賽 | 其他 |